# Labasa FC
Labasa FC ist ein fidschianischer Fußballverein aus Labasa, der größten Stadt auf der zweitgrößten Insel Fidschis, Vanua Levu. Das Stadion des Vereins ist der Subrail Park in Labasa. Die Trikots bestehen aus rot-weiß gestreiften Hemden, roten Hosen und roten Stutzen.

## Geschichte
Einen regionalen Fußballwettbewerb gab es in Labasa seit 1938. Teilnehmer waren verschiedene Vereine unterschiedlicher ethnischer Gruppen aus Labasa. Als der nationale Fußballverband 1938 gegründet wurde, war Labasa kein Gründungsmitglied, da die Stadt zu weit von der zentralen Insel Viti Levu entfernt war. Erst 1942, unter Präsident Harold B. Gibson, wurde die Labasa Soccer Association Mitglied des Fußballverbandes von Fidschi, der Fiji Indian Football Association.
Labasa blieb vorerst ein Randgebiet der Fußballentwicklung von Fidschi. Man bestritt diverse Spiele gegen andere Teams von Viti Levu, bis 1969 die Inter-District Championship (IDC) in Labasa stattfand. Fußball wurde schnell populär in Labasa und in den Jahren 1972, 1973 und 1978 erreichte das Team jeweils den zweiten Platz der IDC. 1992 gelang der erste Titelgewinn in der IDC, der 1994, 2011 und 2016 wiederholt werden konnte. Auch in der National Football League konnte man 1991 und 2007 den Titel gewinnen.

## Erfolge
- National Football League: 2

1991, 2007
- Inter-District Championship: 4

1992, 1994, 2011, 2016
- Kampf der Giganten: 1

1997
- Fidschianischer Fußballpokal: 4

1992, 1997, 1999, 2015
- Champions gegen Champions: 3

1992, 1997, 2017